# 龍泉寺 (館林市)
龍泉寺（りゅうせんじ）は、群馬県館林市本町にある真言宗豊山派系の単立寺院。

## 歴史
創建年代は不明である。ただ元禄年間（1688年 - 1704年）に光祐和尚によって中興されていることから、そのころまでにはすでに存在していたものと推測される。1757年（宝暦7年）に奥法師によって再中興されている。
当初の宗派は古義真言宗の真言宗御室派であったが、1909年（明治42年）に新義真言宗の真言宗豊山派に転宗した。1947年（昭和22年）に単立寺院となっている。

## 交通アクセス
- 館林駅より徒歩11分。